# Liste des écoles secondaires gouvernementales du Québec
 (février 2025).
Motif : Simple liste sans source secondaire.
- Archive Wikiwix
- Bing
- Cairn
- DuckDuckGo
- E. Universalis
- Gallica
- Google
- G. Books
- G. News
- G. Scholar
- Persée
- Qwant
- (zh) Baidu
- (ru) Yandex
- (wd) trouver des œuvres sur Wikidata

| 1. | Préciser le motif de la pose du bandeau. | Précisez le motif de la pose du bandeau en utilisant la syntaxe suivante : {{admissibilité à vérifier\|date=mars 2025\|motif=remplacez ce texte par le motif}}                                                               |
| 2. | Informer les utilisateurs concernés.     | Pensez à avertir le créateur de l'article, par exemple, en insérant le code ci-dessous sur sa page de discussion : {{subst:avertissement admissibilité à vérifier\|Liste des écoles secondaires gouvernementales du Québec}} |

Voici la liste des établissements gouvernementaux secondaires de la province de Québec, au Canada. La liste est divisée selon la vocation de l'école.

## Écoles gouvernementales secondaires
- Centre spécialisé des Pêches du collège de la Gaspésie et des Îles (Grande-Rivière)
- Conseil de l'Éducation du Lac-Simon (Lac-Simon)
- École Manikanetish du conseil des Montagnais de Sept-Îles et Maliotenam (Sept-Îles)
- École Olamen du Conseil des Montagnais (La Romaine) (Côte-Nord-du-Golfe-du-Saint-Laurent)
- École Pakuaushipu (Côte-Nord-du-Golfe-du-Saint-Laurent)
- École primaire Niska (Obedjiwan)
- École québécoise du Meuble et du Bois ouvré (Victoriaville)
- École secondaire du Havre-Jeunesse (Sainte-Julienne)
- École secondaire Kassinu Mamu (Mashteuiatsh)
- École secondaire Mikisiw (Obedjiwan)
- École secondaire Otapi (Manawan)
- École secondaire Uashkaikan du conseil de bande Betsiamites (Betsiamites)
- École Simon P. Ottawa (Manawan)
- École Teuaikan (Mingan)
- École Uauitshitun de Natashquan (Natashquan)
- École secondaire Nikanik (anciennement Waratinak) (Wemotaci)
- Jimmy Sandy Memorial School (Schefferville)
- Kahnawake Survival School (Kahnawake)
- Kanatamat Tsitipenitamunu (Schefferville)
- Polyvalente des Monts (Sainte-Agathe-des-Monts, Laurentides)
- Polyvalente Saint-Jérôme (Saint-Jérôme, Laurentides)

## Écoles gouvernementales de formation professionnelle
- Centre spécialisé des Pêches du collège de la Gaspésie et des Îles (Grande-Rivière)
- Conseil de l'Éducation du Lac-Simon (Lac-Simon)
- École Manikanetish du conseil des Montagnais de Sept-Îles et Maliotenam (Sept-Îles)
- École québécoise du Meuble et du Bois ouvré (Victoriaville)
- École secondaire Kassinu Mamu (Mashteuiatsh)
- École secondaire Mikisiw (Obedjiwan)
- Institut de tourisme et d'hôtellerie du Québec (Montréal)
- Kanatamat Tsitipenitamunu (Schefferville)

## École gouvernementale d'éducation des adultes
- Centre de développement de la formation et de la main-d'œuvre Huron-Wendat (Wendake)